# 蓝色星期一 (新秩序乐队歌曲)
《蓝色星期一》（Blue Monday）是英国摇滚乐乐队新秩序的第5首单曲。1983年3月7日，该单曲发行。《蓝色星期一》是一首欧陆迪斯科、合成器流行、另类舞曲体裁的歌曲，其灵感取自很多艺术家的作品。該单曲在很多国家都登上过排行榜前十。在英英國單曲排行榜上，其最高排名为第9。2021年，《滾石》杂志在其“滚石杂志五百大歌曲”列表中将《蓝色星期一》排在第235。